# George Bruce
George Bruce (Edimburgo, 5 luglio 1781 – New York, 6 luglio 1866) è stato un inventore e imprenditore scozzese naturalizzato statunitense.
È stato proprietario di una Fonderia tipografica a New York.
Bruce era il padre della filantropa statunitense Catherine Wolfe Bruce.